# GT Mouldings

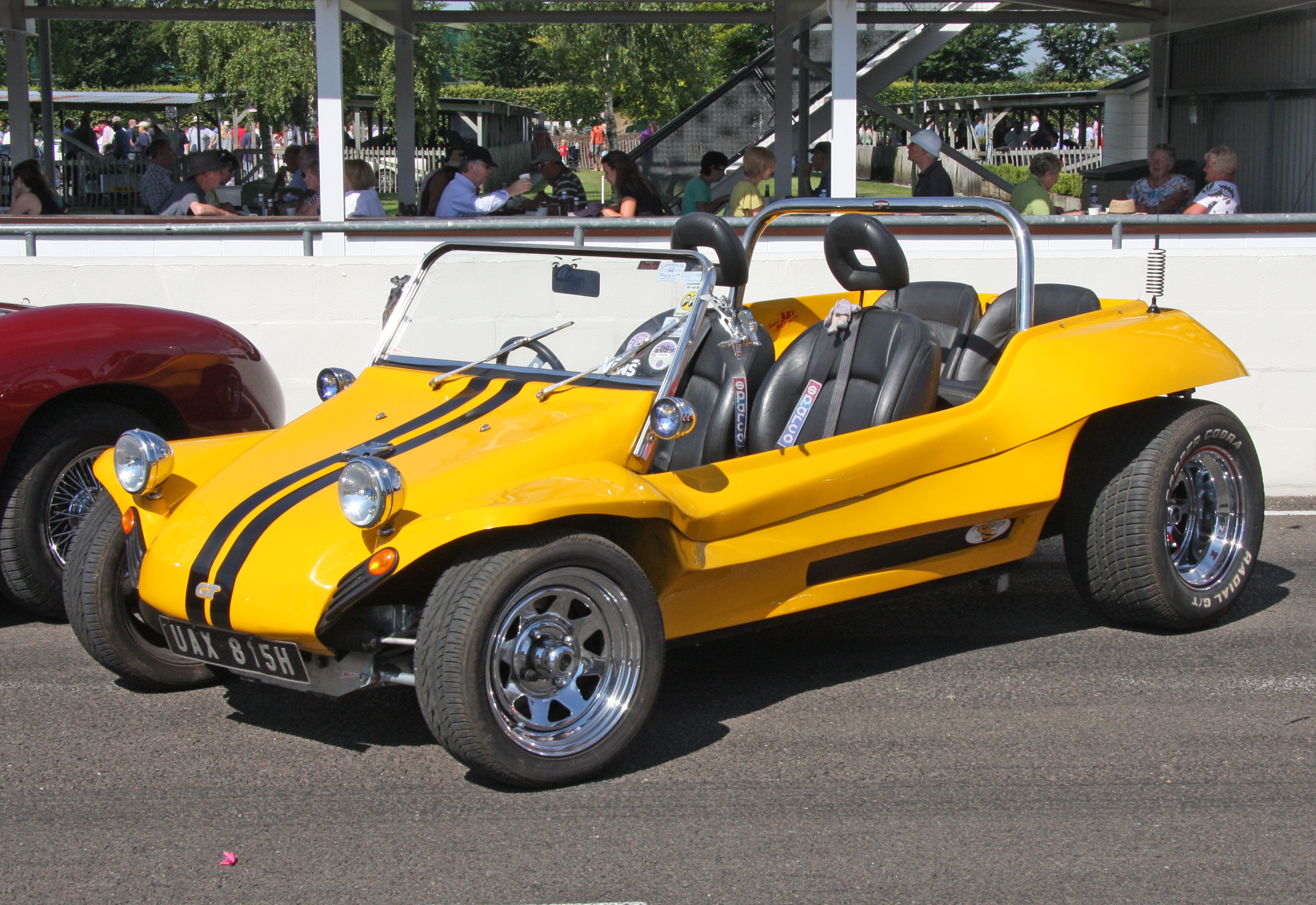
Buggy von GT Mouldings

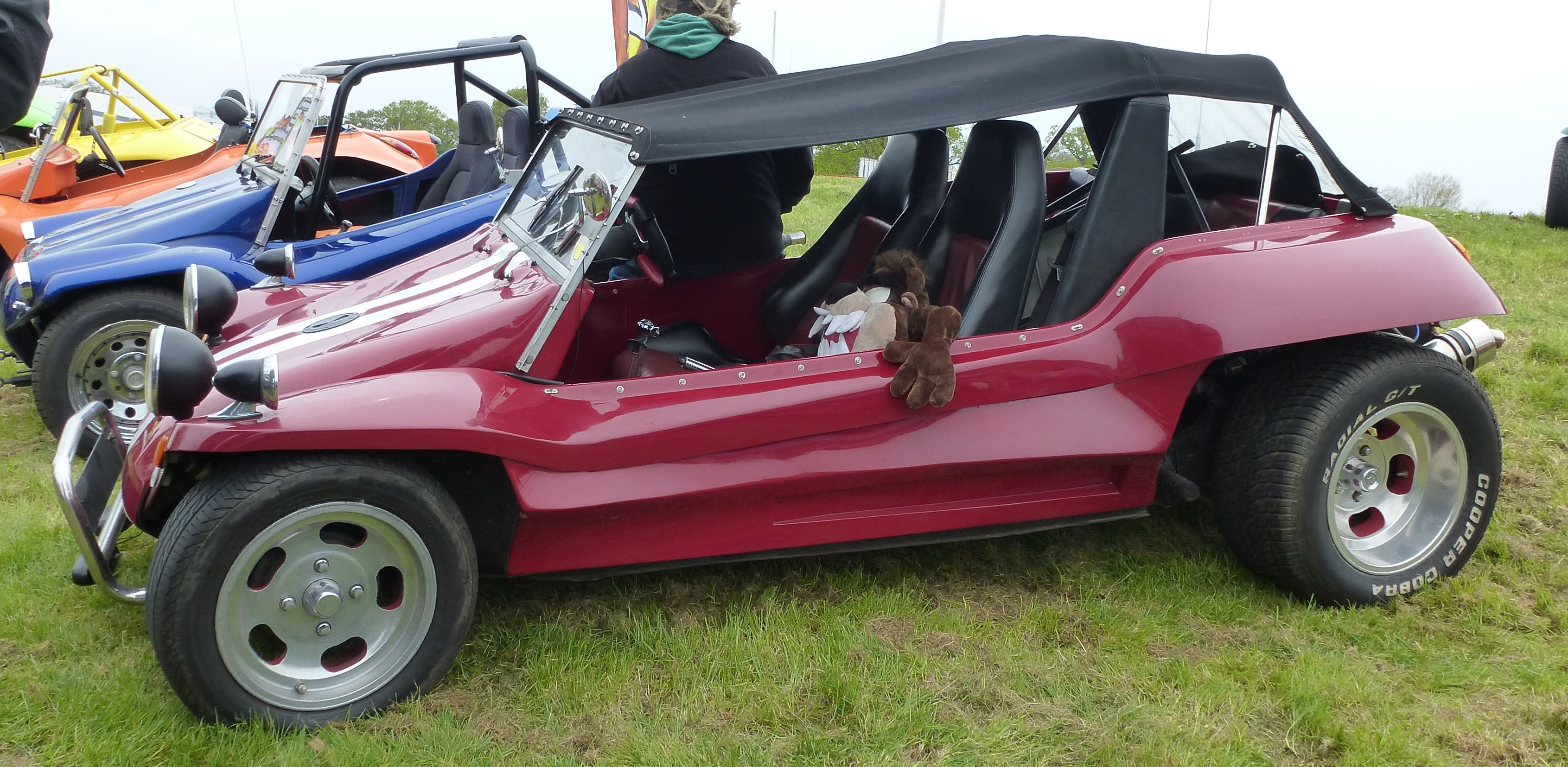
Seitenansicht

GT Mouldings war ein britischer Hersteller von Automobilen.

## Unternehmensgeschichte
James Hale gründete 1981 das Unternehmen in Portslade bei Brighton in der Grafschaft East Sussex. Er begann mit der Produktion von Automobilen und Kits. Der Markenname lautete GT für ein eigenes Modell ab 1997. Der Export erfolgte nach Ägypten, Belgien, Irland und in die Niederlande. 2007 endete die Produktion.

## Fahrzeuge
Der GT Buggy stand von 1997 bis 2007 im Sortiment. Dies war ein VW-Buggy. Die Basis bildete das Fahrgestell vom VW Käfer. Von dieser Ausführung entstanden entweder 45 oder 95 Exemplare. 2004 kam eine Version mit einem um 30 cm gekürzten Radstand dazu. Sie fand fünf Käufer.
Der GT Surf Buggy war ebenfalls ein Buggy. GT Mouldings erwarb vom Belgier Dirk Tinck die Formen und verkaufte von 2005 bis 2007 zwei Exemplare, eines davon nach Irland.
Außerdem fertigte das Unternehmen Fahrzeuge unter den Marken Baja, Bugle, GP, Invader, Kyote, Manta und Renegade.
Daneben importierte GT Mouldings Fahrzeuge von Apal.